# RSV Heiligenbeil
RSV Heiligenbeil was een Duitse voetbalclub uit het Oost-Pruisische Heiligenbeil (tegenwoordig de Russische stad Mamonovo).

## Geschiedenis
De club werd op 23 februari 1920 opgericht. Aanvankelijk speelde de club in de regionale competitie van het district Braunsberg. In 1925 schakelde de club over naar de competitie in het district Königsberg. In 1927 werd de club kampioen en promoveerde naar de Kreisliga, de toenmalige hoogste klasse.
In 1933 kwalificeerde de club zich niet voor de nieuw opgerichte Gauliga Ostpreußen. In 1935 werd de competitie van twee naar vier reeksen uitgebreid en promoveerde de club. Na twee seizoenen degradeerde de club weer. Hierna slaagde de club er niet meer in om terug te keren naar de Gauliga.
Na de Tweede Wereldoorlog werden alle Duitse clubs in Oost-Pruisen ontbonden.